# Erysipelotrichaceae
Die Erysipelotrichaceae sind eine Familie von Bakterien. Die Arten kommen meist im Darm von Menschen und Tieren vor. Einige sind als potentielle Krankheitserreger bekannt, so kann Erysipelothrix rhusiopathiae die Hautkrankheit Erysipeloid bei Schweinen verursachen. Die Infektionskrankheit wird auch als Rotlauf bezeichnet und kann selten auch beim Menschen auftreten. Andere Mitglieder der Familie (z. B. Solobacterium moorei und Bulleidia extructa) sind opportunistische Krankheitserreger beim Menschen.

## Merkmale
Arten der Familie Erysipelotrichaceae reagieren charakteristischerweise bei der Gram-Färbung positiv. Sie bilden schlanke oder fadenförmige, gerade oder leicht gekrümmte Stäbchen und einige Stämme haben die Tendenz, Ketten zu bilden. Einige bilden auch eine Zickzack-Formation. Es sind auch kokkenförmige Arten vorhanden, z. B. bei Absicoccus. Die Mitglieder der Familie sind in der Regel unbeweglich. Einige können Endosporen bilden.
Einige Arten haben eine Zellwand vom B-Typ und einige enthalten ein Peptidoglykan vom meso-Diaminopimelinsäure (m-DAP)-Typ. Beim B-Zellwandtyp liegt die Peptidbrücke des Mureins zwischen den Aminosäuren an den Positionen 2 und 4 und nicht, wie bei der überwiegenden Mehrheit der Bakterien, zwischen den Aminosäuren an den Positionen 3 und 4. Der seltene B-Typ, der keine meso- oder LL-Diaminopimelinsäure (m- oder LL-A2pm) als Peptidoglykan-Bestandteil enthält, kommt auch bei einigen anderen Mitgliedern der Familie Erysipelotrichaceae, bei einigen anderen Mitgliedern der Bacillota (früher als Firmicutes bezeichnet) und in den Microbacteriaceae (zählt zum Phylum Actinobacteria).
Es folgt eine Tabelle mit Merkmalen einiger Arten:
|                     | Erysipelothrix rhusiopathiae                      | Erysipelothrix tonsillarium                       | Erysipelothrix inopinata                          | Anaerorhabdus furcosa                                            | Bulleidia extructa            | Holdemania filiformis       | Solobacterium moorei | Allobacterium stercoricanis |
| ------------------- | ------------------------------------------------- | ------------------------------------------------- | ------------------------------------------------- | ---------------------------------------------------------------- | ----------------------------- | --------------------------- | -------------------- | --------------------------- |
| Morphologie         | Schlanke gebogene Stäbchen, bilden auch Filamente | Schlanke gebogene Stäbchen, bilden auch Filamente | Schlanke gebogene Stäbchen, bilden auch Filamente | Pleomorphe Stäbchen, in Paaren oder kurzen Ketten                | Gerade oder gebogene Stäbchen | Stäbchen, Paare oder Ketten | Stäbchen             | Stäbchen, Paare oder Ketten |
| Ergebnis der Gärung | L, A, F                                           | n. d.                                             | n. d.                                             | L, A                                                             | L, A                          | A, L                        | A, L, b              | L, b                        |
| Isolationsort       | Tiere, Infektion beim Menschen                    | Schweine                                          | Gemüsebrühe                                       | Lungen- und Unterleibsabszesse; menschliche und Schweinefäkalien | Mund vom Menschen             | menschlicher Kot            | menschlicher Kot     | menschlicher Kot            |
| DNA GC-Gehalt       | 36–40                                             | 36–40                                             | 37,5                                              | 34                                                               | 38                            | 38                          | 37–39                | 37,9                        |

A Essigsäure (Acetat), F Ameisensäure (Formiat), L Milchsäure (Lactat), B Buttersäure (Butyrat), großer Buchstabe, große Menge, kleiner Buchstabe, kleine Menge, n. d. keine Angabe

## Stoffwechsel und Wachstum
Sie sind streng anaerob oder aerotolerant. Sie sind chemoorganotroph, benötigen also organische Stoffe zum Wachstum. Der Stoffwechsel ist fermentativ. Sie bilden z. B. Acetat, Lactat oder Butyrat als Stoffwechselendprodukte.
Bei der Art Longicatena caecimuris wurde gezeigt, das sie die Formaldehyd-Oxidation durchführt. Hierbei wird aus Formaldehyd und Ribulose-5-phosphat Hexulose-6-phosphat gebildet. Dies läuft über den Ribulose-Monophosphat-Weg (RuMP-Weg). Dadurch wird Formaldehyd fixiert und in den zentralen Stoffwechsel eingeschleust. Die Umwandlung von Formaldehyd in Hexulose-6-phosphat dient sowohl der Entgiftung der Zelle von dem schädlichen Formaldehyd als auch der Assimilation von Kohlenstoff. Dieser Stoffwechselweg kommt auch bei den so genannten Methylotrophen Bakterien vor.

## Ökologie
Viele gehören zur Darmflora von gesunden Menschen und Tieren, einige Arten sind opportunistisch pathogen. So wurden z. B. Holdemania filiformis und Dakotella fusiforme aus den Fäkalien von gesunden Menschen isoliert. Holdemania filiformis wird allerdings auch im Zusammenhang mit Dysbiosen untersucht.
Erysipelothrix inopinata wurde aus Gemüsebrühe isoliert. Catenisphaera adipataccumulans stammt aus einem anaeroben Fermenter in Japan isoliert. Die Erstbeschreibung von Tannockella kyphosi stammt aus dem Hinterdarm des pflanzenfressenden Meeresfisches Kyphosus sydneyanus.
Einige Arten wurden auch aus Insekten isoliert. So wurde Breznakia blatticola aus dem Verdauungstrakt der Schabe Shelfordella lateralis und Breznakia pachnodae von einer Larve der zu den Blatthornkäfern zählenden Art Pachnoda ephippiata isoliert. Arten der Gattung Erysipelothrix sind in der Natur weit verbreitet. Die Arten können z. B. bei Säugetieren, Vögeln und Fischen parasitieren. Erysipelothrix rhusiopathiae verursacht Erysipel bei Schweinen und auch beim Menschen. Mäuse und Tauben sind sehr empfindlich, es kommt zu einer Septikämie. Kaninchen und Meerschweinchen sind resistenter. Es können auch wirbellose Tiere befallen werden, wie z. B. Austern und Kopffüßer.
Ileibacterium valens scheint im Zusammenhang mit Adipositas zu stehen. Die Größe einer Population in Mäusen hat sich nach der Einführung einer fett- und saccharosereichen Ernährung, um Adipositas experimentell zu untersuchen, um bis zu das Zehnfache erhöht. Solobacterium moorei ist am Mundgeruch beteiligt und kann orale Infektionen und Bakteriämie verursachen. Bulleidia extructa wird mit Parodontose und Wurzelkanalabszessen in Verbindung gebracht.

## Systematik
Die Typusgattung der Familie ist Erysipelothrix, die z. B. die Arten Erysipelothrix rhusiopathiae, E. tonsillarum und E. inopinata enthält.
Die Familie Erysipelotrichaceae wurde von Susanne Verbarg und Mitarbeitern eingeführt, um die Gattungen Erysipelothrix, Holdemania, Bulleidia, Solobacterium und einige Mitglieder von Clostridium (C. innocuum), Streptococcus (S. pleomorphus) und Eubacterium (E. biforme) aufzunehmen. Die Gattungen Allobacterium und das neu klassifizierte Catenibacterium mitsuokai (früher Lachnospiraceae), Coprobacillus cateniformis (ehemals Clostridium catenaforme) und Turicibacter (ehemals zu incertae sedis in den  Bacillales) wurden später in die Familie aufgenommen. Für die einer umfassenderen phylogenetischen Struktur wurde die Familie als monogenerische Familie in die Ordnung Erysipelotrichales, Klasse Erysipelotrichia eingeordnet, wobei die letztgenannten Taxa ausschließlich aufgrund ihrer phylogenetischen Position definiert wurden.
Es folgt eine Liste einiger Gattungen (Stand 1. Mai 2025):
- Absicoccus Shin et al. 2020
- Anaerorhabdus Shah and Collins 1986
- Breznakia Tegtmeier et al. 2016
- Bulleidia Downes et al. 2000
- Catenisphaera Kanno et al. 2015
- Copranaerobaculum Feng et al. 2022
- "Dakotella" Ghimire et al. 2020
- Dielma Ramasamy et al. 2016
- Erysipelothrix Rosenbach 1909 (Approved Lists 1980)
- Faecalibacillus Seo et al. 2019
- Faecalibaculum Chang et al. 2016
- Holdemania Willems et al. 1997
- Ileibacterium Cox et al. 2017
- Intestinibaculum Kim et al. 2020
- Longibaculum Lagkouvardos et al. 2017
- Longicatena Lagkouvardos et al. 2016
- "Merdibacter" Anani et al. 2019
- Solobacterium Kageyama and Benno 2000
- Stecheria Wylenseket al. 2021
- Tannockella Pardesi et al. 2022
- "Zhonglingia" Huang et al. 2024